# Frauenfarne
Die Frauenfarne (Athyrium) sind eine Pflanzengattung innerhalb der Familie der Frauenfarngewächse (Athyriaceae). Die 170 bis 200 Arten der Gattung kommen hauptsächlich auf der Nordhalbkugel vor.

## Beschreibung

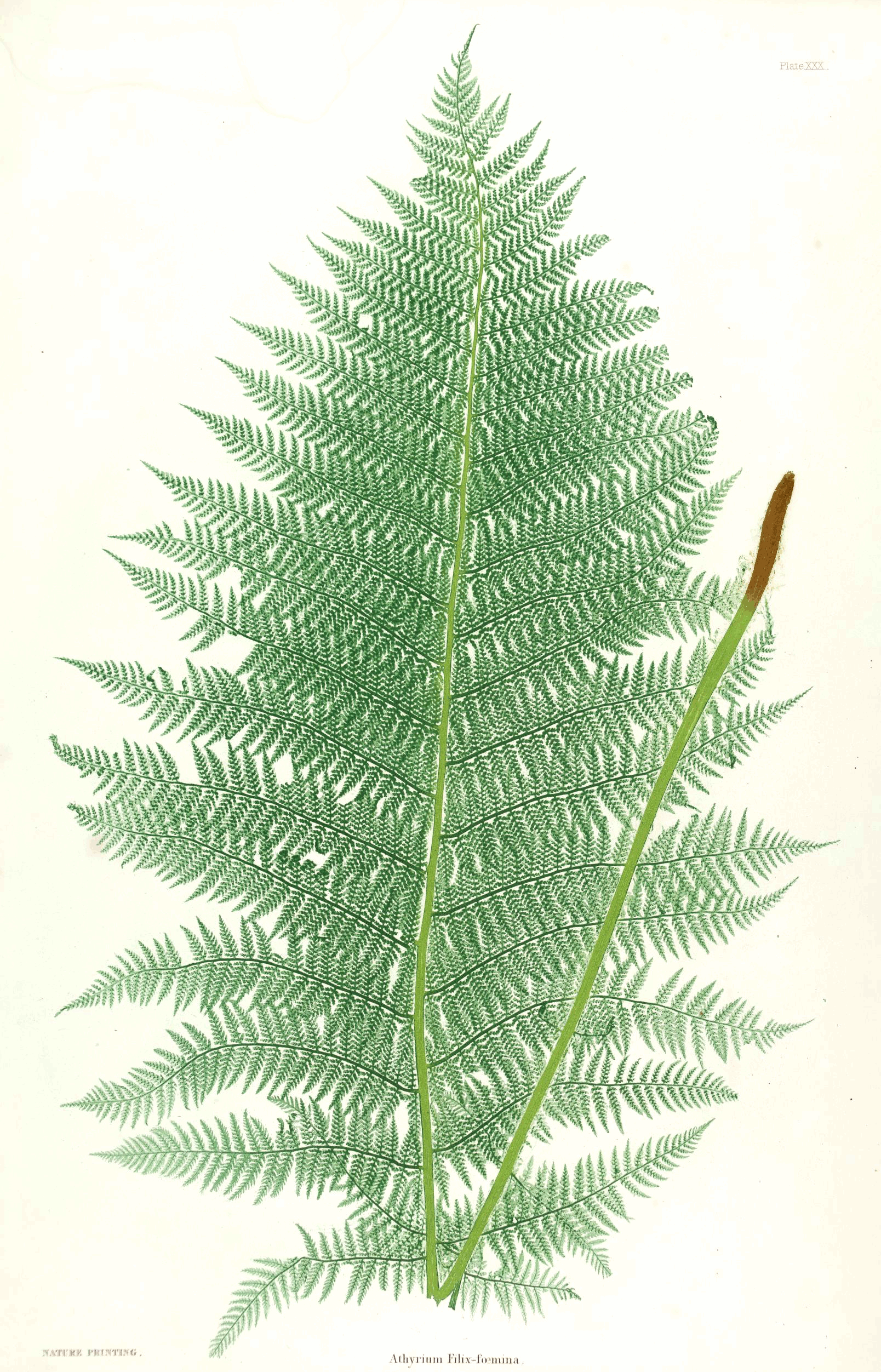
Illustration des Wald-Frauenfarn (Athyrium filix-femina)

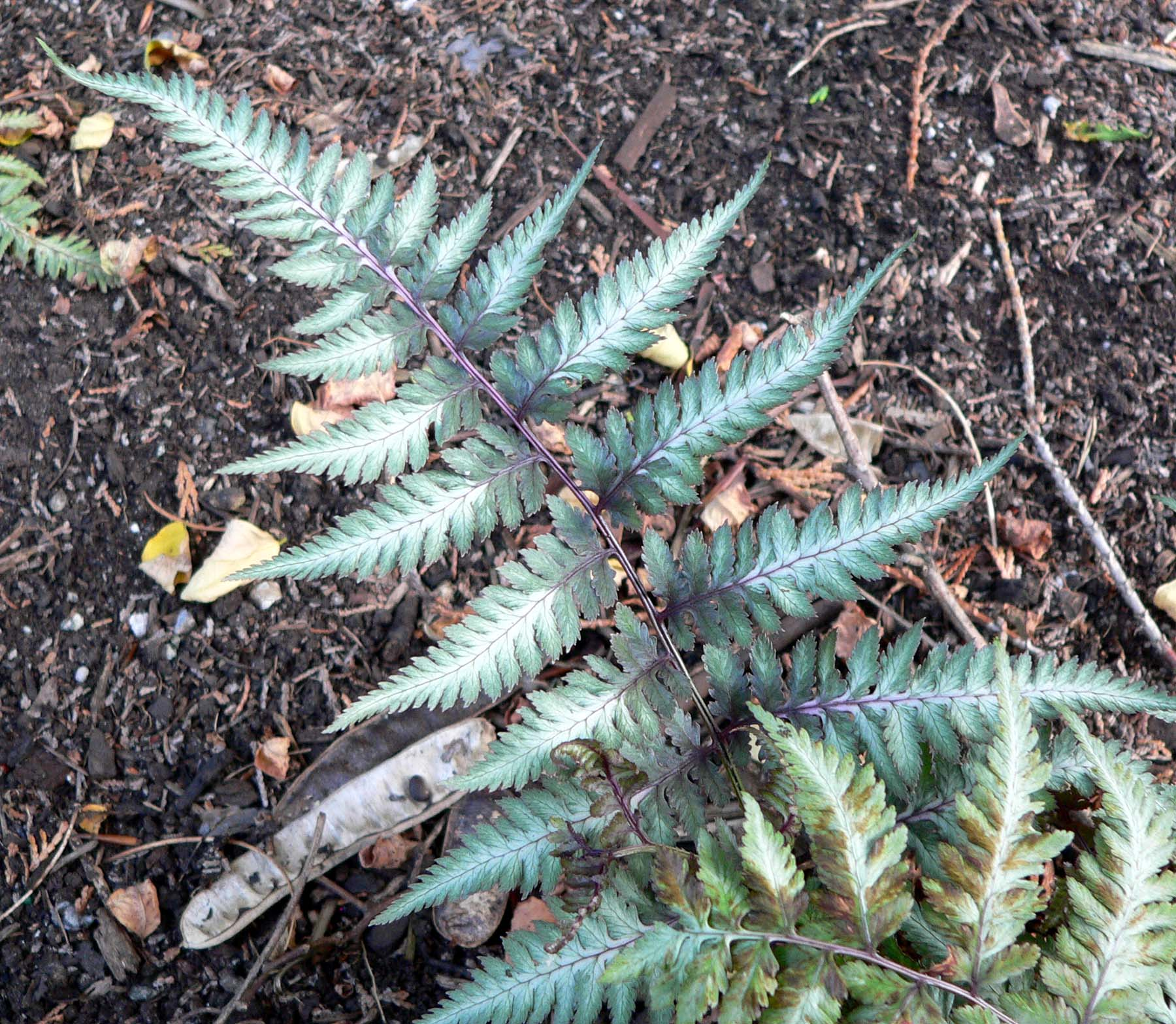
Der Regenbogenfarn (Athyrium niponicum) wird wegen der Zeichnung seiner Wedel auch als Zierpflanze verwendet.

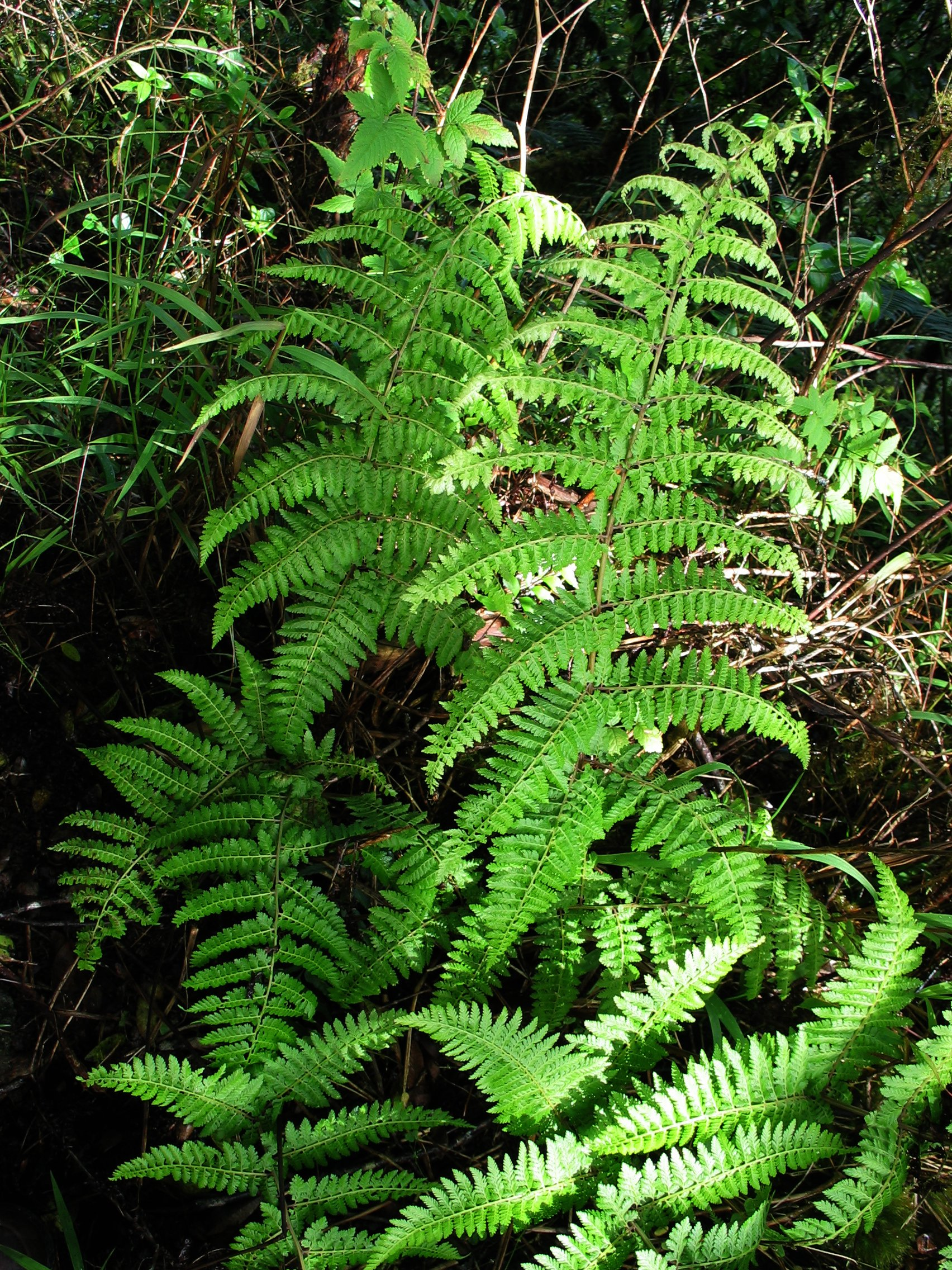
Athyrium microphyllum

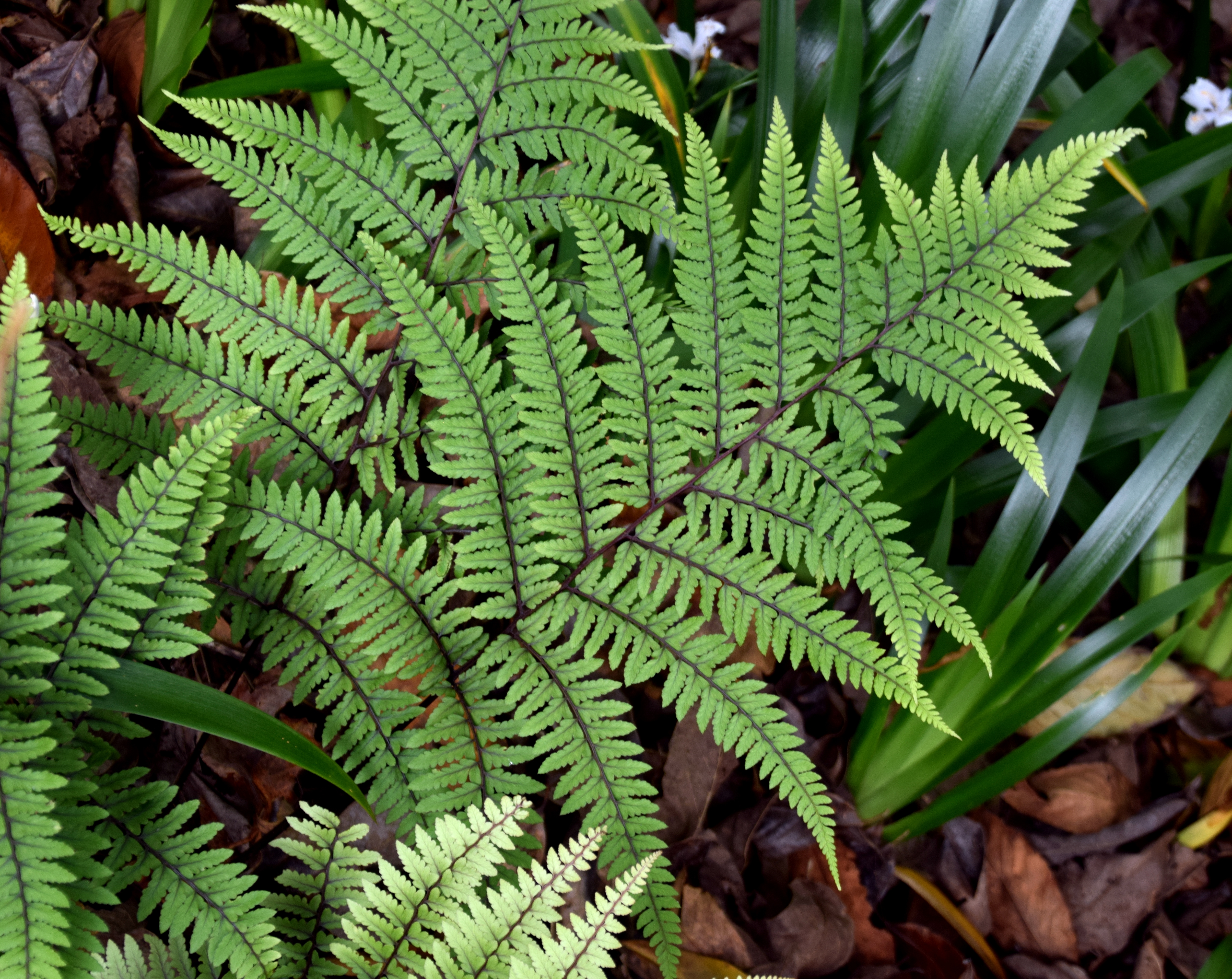
Athyrium otophorum

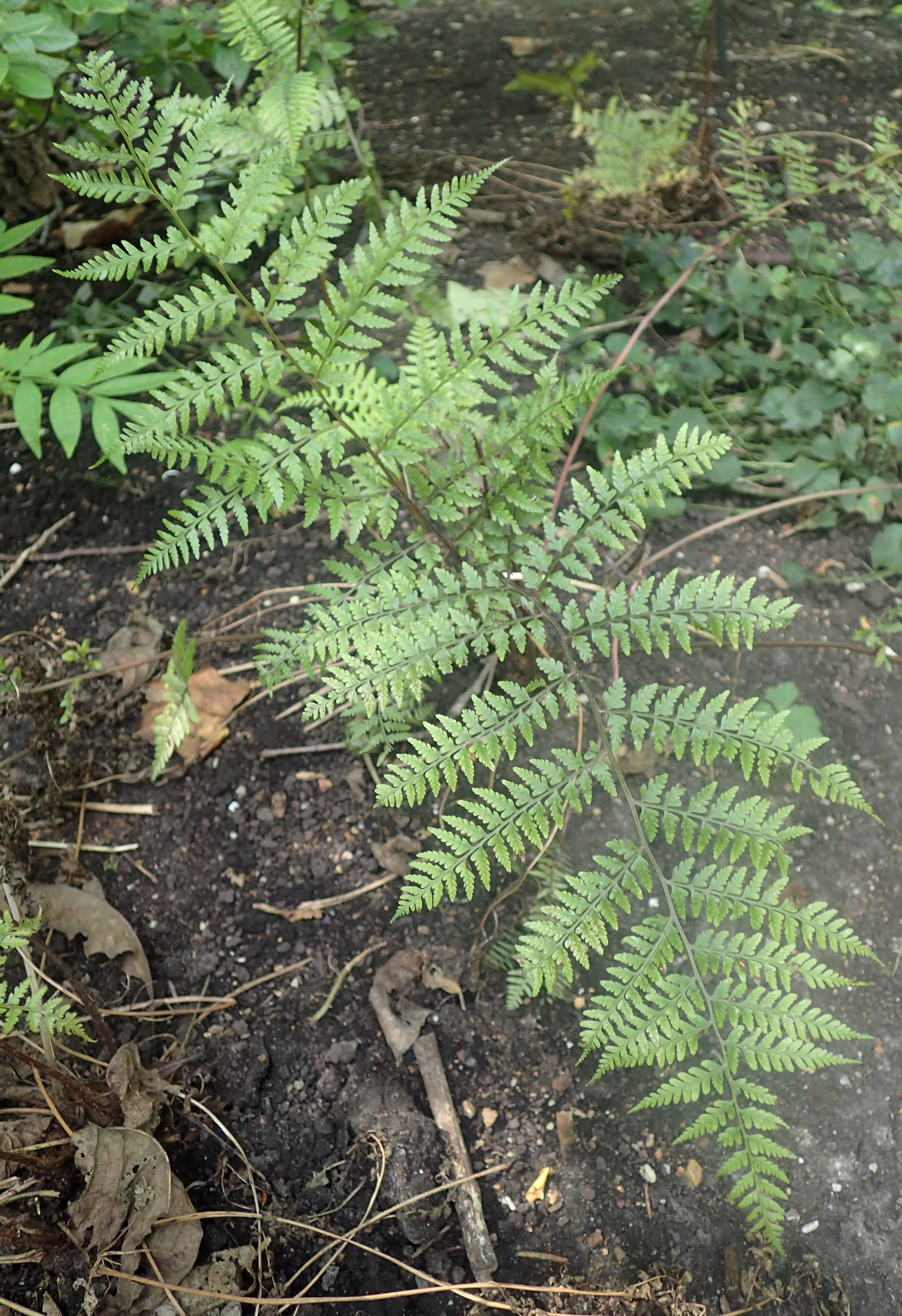
Athyrium vidalii

Athyrium-Arten sind ausdauernde krautige Pflanzen. Die besitzen ein, in der Regel kurzes, kriechendes oder aufsteigendes Rhizom. Einige tropische Athyrium-Arten, z. B. Athyrium oosorum, sind auch Baumfarne, die Wuchshöhen von mehreren Metern erreichen können.
Die fertilen und sterilen Wedel sind gleichgestaltig. Sie sind bei dem überwiegenden Teil der Arten sommergrün. Sie sind ein- bis dreifach gefiedert bis fiederschnittig, wobei die Fiederung gegen die Wedelspitze weniger wird. Von der Form her sind die Wedel lanzettlich bis elliptisch. Sie stehen an der Spitze des Rhizoms und sind trichterförmig gestellt.
Die Wedelachse enthält zwei Gefäßbündel, die an der oberen Seite zusammengewachsen sind, sodass ein U-förmiges oder sichelmondförmiges Bündel entsteht.
Die Sori liegen auf der Unterseite jedes Fiederblättchens in je einer Reihe zwischen Mittelrippe und Blättchenrand. Sie sind in der Regel kommaförmig, hakenförmig, hufeisenförmig gekrümmt bis länglich gerade. Die Indusien haben die gleiche Form wie die Sori und sind seitlich angewachsen. Bei einigen Arten fehlt das Indusium auch. Wegen der länglichen Gestalt der Indusien stellte man die Frauenfarne früher auch manchmal in die Familie der Streifenfarngewächse (Asplenicaceae). Die Form der Sori ist auch das Hauptunterscheidungsmerkmal zu den steril manchmal sehr ähnlichen Wurmfarnen (Dryopteris).

## Vorkommen
Die 170 bis 200 Arten der Gattung Athyrium kommen hauptsächlich auf der Nordhalbkugel vor, davon die meisten in China, von wo 127 Athyrium-Arten beschrieben worden sind. Der größte Teil der anderen kommt ebenfalls aus Asien. Mehrere stammen aus dem tropischen Afrika und Madagaskar, einige wenige aus Nordamerika und Mittelamerika, und schließlich kommen auch noch drei Arten aus den gemäßigten Gebieten Südamerikas. Die meisten Arten wachsen terrestrisch.

## Systematik

### Taxonomie
Die Gattung Athyrium 1799 durch Albrecht Wilhelm Roth in Tentamen Florae Germanicae, Band 3, 1, S. 31, 58–59 aufgestellt. Typusart in Athyrium filix-femina (L.) Roth.

### Arten (Auswahl) und ihre Verbreitung
In Europa kommen nur zwei Arten vor:
- Gebirgs-Frauenfarn oder Alpen-Waldfarn (Athyrium distentifolium Tausch ex Opiz, Syn.: Athyrium alpestre (Hoppe) Rylands): Er kommt in Eurasien, Grönland und Nordamerika vor.
- Wald-Frauenfarn (Athyrium filix-femina (L.) Roth): Er ist in Eurasien, Nordwestafrika, Nord-, Zentral- und Südamerika verbreitet.

Als Zierpflanze angepflanzt werden manchmal die Arten:
- Regenbogenfarn oder Brokatfarn (Athyrium niponicum (Mett.) Hance), Heimat: China, Mandschurei, Korea, Japan, Taiwan.[5]
- Athyrium otophorum (Miq.) Koidz., Heimat: China, Japan, Korea.[5]
- Silberner Frauenfarn (Athyrium pycnocarpon (Spreng.) Tidestr., wird auch als Diplazium pycnocarpon (Spreng.) M.Broun in die Gattung Diplazium gestellt), Heimat: Kanada, USA.[6]
- Athyrium vidalii (Franch. & Sav.) Nakai, Heimat: Japan, Korea, Taiwan und China.[4] Es gibt zwei Varietäten.[4]

Sonstige Arten (Auswahl):
- Athyrium arisanense (Hayata) Tagawa: Sie kommt in Japan und in Taiwan vor.[4]
- Athyrium clivicola Tagawa: Sie kommt in zwei Varietäten in Japan, Korea, Taiwan und China vor.[4]
- Athyrium davidii (Franch.) Christ: Sie kommt im nördlichen Indien, in Nepal, im nördlichen Myanmar, im westlichen Sichuan, im südöstlichen Tibet und im nordwestlichen Yunnan.[4]
- Athyrium fauriei (Christ) Makino: Sie kommt in Japan, China und auf den Philippinen vor.[4]
- Athyrium mackinnoniorum (C.Hope) C.Christensen: Doe etwa drei Varietäten sind in Afghanistan, Pakistan, im nördlichen Indien, in Myanmar, Nepal, Thailand, Vietnam und in China verbreitet.[4]
- Athyrium microphyllum (Sm.) Alston: Sie kommt auf Hawaii vor.[7]
- Athyrium oosorum (Baker) Christ: Dieser Endemit kommt nur auf der Samoa-Insel Savaiʻi vor.[7]
- Athyrium roseum Christ: Sie kommt in zwei Varietäten in Yunnan in Bergwäldern in Höhenlagen von 1600 bis 2400 Metern vor.[4]
- Athyrium sinense Rupr.: Sie kommt in China vor.[5] Sie gedeiht in Bergwäldern in Höhenlagen von 300 bis 2600 Metern in der Inneren Mongolei und in den chinesischen Provinzen südöstliches Gansu, Hebei, westliches Henan, Ningxia, Shaanxi, Shandong sowie Shanxi.[4]
- Athyrium wardii (Hook.) Makino: Sie ist in drei Varietäten in Japan, Korea und China weitverbreitet.[4]
- Athyrium yokoscense (Franch. & Sav.) Christ: Sie kommt im nordöstlichen China, in Japan, Korea und im fernöstlichen Russlands Fernem Osten vor.[5]